# Klaus Wettig
Klaus H.W. Wettig (ur. 15 sierpnia 1940 w Getyndze) – niemiecki polityk, urzędnik i nauczyciel akademicki, poseł do Parlamentu Europejskiego I, II i III kadencji.

## Życiorys
Kształcił się w zawodzie zecera, po czym podjął pracę w tym zawodzie. Później ukończył wieczorowo szkołę średnią i zdał egzamin maturalny, po czym studiował nauki społeczne i prawo na Uniwersytecie w Getyndze. Od 1970 do 1974 pracował jako urzędnik ds. planowania w ministerstwie kultury, edukacji i religii Dolnej Saksonii, następnie doradzał portugalskiej Partii Socjalistycznej w okresie demokratyzacji. W 1976 został kierownikiem dolnosaksońskiego biura Fundacji im. Friedricha Eberta, działał też w organizacji promującej badania naukowe i edukację dorosłych. W latach 1985–2007 był wykładowcą na wydziale nauk społecznych Uniwersytetu w Getyndze. Opublikował kilka książek o tematyce politycznej.
W 1962 zaangażował się w działalność Socjaldemokratycznej Partia Niemiec. W latach 1974–1978 zasiadał w komitecie partii w Dolnej Saksonii, w 2009 stanął na czele jednego z kół w Getyndze. W 1979 został po raz pierwszy wybrany posłem do Parlamentu Europejskiego, w 1984 i 1989 uzyskiwał reelekcję. Przystąpił do grupy socjalistycznej. Był przewodniczącym Wspólnej Komisji z Parlamentem Portugalii (1985) i wiceprzewodniczącym Delegacji do Wspólnej Komisji Parlamentarnej UE-Szwecja (1992–1994), a także członkiem m.in. Komisji ds. Kontroli Budżetu oraz Komisji ds. Rolnictwa. Później był dyrektorem zarządzającym w wydawnictwie Parthas-Verlages Berlin (1999–2007), kierował też w nim działem rozwoju. Został założycielem organizacji kulturalnej Freundeskreis Willy-Brandt-Haus.
Żonaty z byłą posłanką i skarbniczką SPD Inge Wettig-Danielmeier, ma trzy córki. Odznaczony portugalskim Orderem Zasługi II klasy oraz Krzyżem Zasługi Orderu Zasługi Dolnej Saksonii.